# Fantaisie no 4 de Mozart
La Fantaisie no 4 en do mineur, K. 475, est une pièce de musique pour piano seul composée par Wolfgang Amadeus Mozart à Vienne le 20 mai 1785. La pièce a été publiée en décembre 1785 avec la Sonate pour piano no 14, KV 457, sous le numéro Opus 11 par l'éditeur Artaria, le principal éditeur de Mozart à Vienne.

## Structure
La fantaisie commence Adagio en do mineur, puis le tempo est indiqué Allegro. La section qui commence va de la mineur à sol mineur, fa majeur et fa mineur. Ensuite, commence une nouvelle section en si bémol majeur, au tempo Andantino qui devient più allegro en ré mineur, et expose le thème initial avant de terminer en do mineur. À cause de tous ces changements de tonalité, la musique n'affiche pas d'armure, de sorte que toutes les altérations sont accidentelles.
Durée d'interprétation : environ 12 minutes
Introduction de la Fantaisie :